# Radekškodaïta-(La)
La radekškodaïta-(La) és un mineral de la classe dels silicats. Rep el nom en honor de Radek Škoda (n. 1979), mineralogista i professor associat a la Universitat Masaryk, a la República Txeca. És conegut per la seva contribució a la mineralogia i a la geoquímica de REE.

## Característiques
La radekškodaïta-(La) és un silicat de fórmula química (CaLa₅)(Al₄Fe2+)[Si₂O₇][SiO₄]₅O(OH)₃. Va ser aprovada com a espècie vàlida per l'Associació Mineralògica Internacional l'any 2018, sent publicada per primera vegada el 2020. Cristal·litza en el sistema monoclínic. La seva duresa a l'escala de Mohs és 6,5.
L'exemplar que va servir per a determinar l'espècie, el que es coneix com a material tipus, es troba conservat a les col·leccions del Museu Mineralògic Fersmann, de l'Acadèmia de Ciències de Rússia, a Moscou (Rússia), amb el número de registre: 5267/1.

## Formació i jaciments
Va ser descoberta a Mochalin Log, a la localitat de Kixtim (óblast de Txeliàbinsk, Rússia), on es troba en forma de grans anèdrics aïllats de 0,35 mm × 0,75 mm, però normalment molt més petits. Aquest és l'únic indret de tot el planeta on ha estat descrita aquesta espècie mineral.